# T96
Т96 — американский тяжёлый танк со 105-мм пушкой, разрабатывавшийся в середине 1950-х. В серийное производство запущен не был. Масса танка была свыше 45 т, шестикатковый, гидропневматическая подвеска. Основной средний танк M60, вместе с лёгким танком T92, средним танком T95 и тяжёлым танком Т96 составляли семейство бронетехники, многие узлы и агрегаты названных машин были унифицированы для упрощения производства и ремонта. Специально для Т96 разрабатывалась 105-мм гладкоствольная пушка T210 с сужающимся к дулу стволом.

## История
С принятием в начале 50-х на вооружение среднего танка М48 в США начались работы по разработке его будущей замены. В сентябре 1954 года из многочисленных предложенных проектов для дальнейшей работы были отобраны два образца: среднепушечный, 5 катковый, с 90-мм пушкой, получивший обозначение Т95 и тяжелопушечный, шестикатковый с 105-мм пушкой, получивший обозначение Т96. Пушки обоих танков были гладкоствольными с оперенными бронебойными подкалиберными снарядами и установлены на безоткатных установках. В июле 1956 года в Детройте состоялся смотр габаритных макетов танков и совместное совещание о дальнейшей работе над танками T95 и T96, по итогам совещания было принято решение отказаться от разработки шасси и бронекорпуса T96 по существующему проекту как основного направления работы в виду чрезмерной массы танка (при этом, его ходовые качества согласно предварительным расчётам превышали требования, предъявлявшиеся к тяжёлым танкам). T95 по совокупности характеристик был признан универсальной платформой для экспериментов по установке различных башен и вооружения на имеющееся шасси, включая башни T96, T54E2 и M48A2 с различным вооружением. По сути это означало отказ от дальнейшей работы над Т96 как отдельным проектом. В силу высокой степени унификации, в ноябре 1956 года это решение было формализовано, оба проекта были объединены под индексом Т95, под которым было решено изготовить 9 танков: 4 оригинальных Т95, 1 Т95 с 90-мм пушкой на откатной установке, получивший обозначение Т95Е1 и 4 танка, совмещающие 5-катковое шасси Т95 с башней и вооружением танка Т96, получивший позднее обозначение Т95Е4. Так как башни Т96 не были готовы (в конце концов, они так и не были воплощены в металле), было решено временно оснастить 2 танка башнями от серийного танка М48А2 с нарезной 90-мм пушкой М41 (получил обозначение Т95Е2) и еще 2 башней экспериментального танка Т54Е2 с нарезной 105-мм пушкой Т140. Первым был изготовлен вариант Т95Е2 в мае 1957-го, Т95Е3 был произведен в июле того же года, а первый оригинальный Т95 был готов в феврале 1958 года.

## Конструкция
Танк имел классическую компоновку с совмещённым боевым отделением и отделением управления спереди и моторно-трансмиссионным отделением сзади.

### Броневой корпус и башня
На крыше башни расположена пулемётная башенка.

### Вооружение
Основным вооружением танка являлась 105-мм гладкоствольная пушка T210. В качестве возможных альтернатив рассматривались опытные 120-мм гладкоствольные пушки T123E1 и T123E6, являющиеся американскими копиями хорошо зарекомендовавшей себя британской танковой пушки.

#### Вспомогательное и дополнительное вооружение
В пулемётной башенке установлен крупнокалиберный 12,7-мм зенитный пулемёт.

### Средства наблюдения
Средства наблюдения представлены панорамным смотровым прибором водителя и командирским танковым перископом вкупе с триплексами в пулемётной башенке.

### Средства связи
Танк был оборудован танковой радиостанцией и внутренним переговорным устройством.